# Agenci Hendersona
Agenci Hendersona (ang. Henderson's Boys) – cykl książek napisanych przez brytyjskiego pisarza Roberta Muchamore'a. Opowiada o początkach tajnej organizacji – CHERUB w czasie II wojny światowej. Jest prequlem serii pt. CHERUB. Trzy pierwsze książki serii zostały przetłumaczone na język polski dla wydawnictwa Egmont, jednakże z wydania po polsku kolejnych tomów zrezygnowano.

## Główni agenci
Lista nie obejmuje Edith, która spotkała się w Beauvix z grupą i do niej dołączyła, choć nie była agentem.

### Grupa A
- Marc Kilgour – główny bohater serii, znaleziony jako niemowlę na stacji kolejowej w Beauvix. Ma dar do języków, mówi płynnie po niemiecku i francusku.
- Paul Clark – nieśmiały chłopiec spędzający czas na rysowaniu i czytaniu książek. Młodszy brat Rosie. Oboje są dziećmi przyjaciela Hendersona, który zginął w nalocie bombowym.
- Rose Clark – siostra Paula, urodzona w Wielkiej Brytanii i uznająca ją za swój dom. Początkowo jedyna dziewczyna w ramach organizacji. Zostaje zabita w "Scorched Earth".
- PT Bivot – urodzony w Nowym Jorku, przedostał się do Europy po nieudanym skoku na bank zorganizowanym przez jego rodzinę. Później trener sportowy CHERUBA.
- Luc – trzynastolatek uwielbiający pokazywać władzę.  Pojawia się po raz pierwszy w "Dniu Orła".
- Joel – muskularny, blondwłosy czternastolatek. Pojawia się po raz pierwszy "w Dniu Orła".

### Grupa B
W drugiej grupie także znajduje się szóstka dzieci, jednakże imiona trójki z nich nie pojawiają się w książce. Znani członkowie:
- Troy LeConte
- Sam – dziesięcioletni brat Joela
- Yves – Najstarszy w grupie B, ma 14 lat.

### Grupa C
W kilku miejscach pojawia się wzmianka o sformowaniu grupy C, jednakże zarówno udział, jak i dokładna lista członków formacji jest nieznana. Jedynym znanym członkiem jest brat Troya, Mason LeConte, który będzie także jedynym członkiem zarówno grupy Hendersona, jak i późniejszego CHERUBa.

## Dorośli
- Charles Henderson – angielski szpieg mówiący pięcioma językami. Po współpracy z grupą dzieci podczas operacji we Francji jest przekonany o tym, że należy stworzyć organizację szpiegowską dla dzieci. Ma problemy małżeńskie – w książkach z serii Cherub pojawia się informacja, że po wojnie zabiła go własna żona. Jest ojcem Terrenca McAfferty (urodziła go jego żona, ale później zaadoptowała go Ellieen McAfferty), piastującego stanowisko dyrektora Cheruba przez znaczną część serii.
- Ellieen McAfferty – sekretarka Hendersona. W serii Cherub starsza recepcjonistka.
- Pan Takada – nauczyciel sztuk walki. Mówi słabo po angielsku i w ogóle nie mówi po francusku, co sprawia problemy z komunikacją z dziećmi.
- Pippa – starsza kucharka, gotująca agentom na kampusie (od III tomu)
- Pani Donelley – nauczycielka angielskiego i matematyki (od III tomu)
- Boo – dziewiętnastoletnia operatorka radiostacji (w IV tomie)

## Wykaz książek z serii
| Lp. | Tytuł angielski | Tytuł polski | Data premiery (po angielsku) |
| --- | --------------- | ------------ | ---------------------------- |
| 1   | The Escape      | Uciekinierzy | 5 lutego 2009 roku           |

Powieść obejmuje okres od 5 do 15 czerwca 1940 roku. Podczas inwazji armia nazistowska zmusza cywilów do ucieczki. W międzyczasie niemieccy szpiedzy szukają dwójki francuskich dzieci, Rosie (13 lat) i Paula (10 lat) Clark. Brytyjski szpieg, Charles Henderson, próbuje dostać się do nich przed okupantami. Wspierany przez uciekiniera z domu dziecka, Marca Killgoura (12 lat), uchodzi z życiem wraz z całą grupą, uznając, że dzieci mogą być przydatne w wygraniu wojny.
| Lp. | Tytuł angielski | Tytuł polski | Data premiery (po angielsku) |
| --- | --------------- | ------------ | ---------------------------- |
| 2   | Eagle Day       | Dzień orła   | 4 czerwca 2009 roku          |

Powieść obejmuje okres od 15 czerwca do 1 października 1940 roku. Zbliża się bitwa o Wielką Brytanię. Hitler planuje przedrzeć się przez kanał La Manche i dotrzeć na ziemie Zjednoczonego Królestwa. Po nieudanej próbie ucieczki Paul i Rosie ponownie spotykają się z Hendersonem. Z pomocą PT Bivotta, amerykańskiego chłopca, który uciekł z kraju po nieudanym napadzie na bank, pomagają brytyjskim bombowcom zlokalizować porty we Francji, które podczas Operacji Lew Morski będą bazą ataku na Wielką Brytanię.
| Lp. | Tytuł angielski | Tytuł polski   | Data premiery (po angielsku) |
| --- | --------------- | -------------- | ---------------------------- |
| 3   | Secret Army     | Sekretna armia | 4 lutego 2010 roku           |

Powieść obejmuje początek 1941 roku. Charles Henderson wrócił do Wielkiej Brytanii i chce założyć organizację szkolącą nastolatków do wykonywania prac szpiegowskich. Książka skupia się na treningu pierwszej grupy agentów - Paula, Rosie, Marca, PT, Luca i Joela, wraz z kilkoma członkami drugiej grupy. Ćwiczenia mają miejsce w zajętej przez wojsko wiosce oraz na szkockim lotnisku (trening spadochronowy). Następnie grupa zostaje wysłana na ćwiczenie - jest zrzucona jako jedna z czterech drużyn nad północną Anglią z rozkazem kradzieży działa przeciw-lotniczego i dostarczenia go w ciągu 48 godzin na stację kolejową Kings Cross w centrum Londynu. Pomimo działań dowódcy Biura Operacji Specjalnych SOE, Walkera, ostatecznie na stacji pojawiają się dwa działa.
| Lp. | Tytuł angielski | Tytuł polski | Data premiery (po angielsku) |
| --- | --------------- | ------------ | ---------------------------- |
| 4   | Grey Wolves     | [ a ]        | 3 lutego 2011 roku           |

Powieść obejmuje okres od 20 kwietnia do sierpnia 1941 roku. Rozpoczyna się opisem misji zwiadowczej Hendersona i Marca w Lorient, przygotowującą do możliwego przyszłego sabotażu produkcji U-Bootów. Spotykają lokalną kobietę, Madame Mercier, która umożliwia Marcowi zbliżenie się do portu i zrobienie zdjęć bunkra. Następnie obaj płyną do łodzi na wodach Wielkiej Brytanii, nazwanej Madeline. Dwa dni później napotykają na niemieckiego E-Boota. Po strzelaninie (która zatapia statek, ale umożliwia przejęcie niemieckiego okrętu) Troy wyjawia, że Charlesowi urodził się syn. Po krótkiej wizycie w USA wracają do okupowanej Francji, gdzie Joel i PT dostają pracę w OT (organizacji zajmującej się zajmowaniem zasobów na rzecz niemieckiego wojska), Paul, Boo i Rosie działają jako łącznicy z Londynem, a Marc pracuje w barze jako sprzedawca papierosów. Podczas wymiany informacji Marc zostaje aresztowany i skazany na wyjazd do obozu pracy we Frankfurcie.
| Lp. | Tytuł angielski | Tytuł polski | Data premiery (po angielsku) |
| --- | --------------- | ------------ | ---------------------------- |
| 5   | The Prisoner    | [ a ]        | 2 lutego 2012 roku           |

Powieść obejmuje okres czerwca 1943 roku. Marc (pracujący jako tłumacz i chłopiec na posyłki) podrabia dokumenty potrzebne do przemieszczania się więźniów i wraz z dwójką innych chłopców próbuje uciec z obozu. Niestety zostaje odesłany do swojego szefa, który blokuje transfer uznając go za błąd w dokumentach. Gdy wraca do bloku sypialnego, gang mieszkańców odkrywa że nie jest już chroniony przez tych dwóch starszych chłopców i biją go do nieprzytomności. 
Gdy po kilku tygodniach chłopak odzyskuje przytomność, jego nowy szef odkrywa, że próbował uciec i kieruje go do sprzątania systemu kanalizacji. Znajduje możliwość ucieczki, ale w międzyczasie zabija kilku Niemców i rozpoczynają się jego poszukiwania. Ukrywa się w biurze, w którym wcześniej pracował i w ciągu kilka dni tworzy dla siebie nowe dokumenty. Dzięki nim z Frankfurtu przemieszcza się do Mainz, potem Saarbrücken i ostatecznie Paryża. 
Po kilku dniach zostaje ponownie aresztowany z uwagi na nieścisłości w dokumentach. Przyznaje się do swojej prawdziwej osobowości (ucieczki z domu dziecka) i zostaje tam odesłany. Wraca do pracy na farmie Morela, w której pracował przed ucieczką z sierocińca, zakochuje się w córce Morela Jae. Przyzwyczaja się do życia w domu, ale po dwóch miesiącach odkrywa dwóch kanadyjskich żołnierzy, którym pomaga skontaktować się z ruchem oporu założonym w zeszłym roku przez Hendersona. Grupa decyduje się na sabotaż niemieckiej bazy lotnictwa, której system radarów powoduje duże straty w angielskich bombowcach. Podczas operacji dwaj żołnierze, pilot i Marc porywają samolot i przelatują nim do Wielkiej Brytanii, gdzie Marc dołącza do reszty swoich przyjaciół.
| Lp. | Tytuł angielski | Tytuł polski | Data premiery (po angielsku) |
| --- | --------------- | ------------ | ---------------------------- |
| 6   | One Shot Kill   | [ a ]        | 1 listopada 2012 roku        |

Powieść obejmuje okres od lipca-sierpnia 1943 roku. Hitler twierdzi, że "rozwija nową radykalną broń, która może zmienić przebieg wojny na jego korzyść". Grupa musi znaleźć tę broń i zniweczyć wszelkie próby jej produkcji. Drużyna zostaje wysłana w celu rozpoznawczym, ale nie wszystko jest w porządku. Po pobycie w okupowanej Francji lokalizują nowy cel - i niszczą proces rozwoju broni, wyzwalając zajmujących się nią zagranicznych naukowców.
| Lp. | Tytuł angielski | Tytuł polski | Data premiery (po angielsku) |
| --- | --------------- | ------------ | ---------------------------- |
| 7   | Scorched Earth  | [ a ]        | 7 lutego 2013 roku           |

Powieść obejmuje okres od 5 czerwca do 24 sierpnia 1944, podczas ostatnich dni niemieckiej okupacji terenu Francji. W tym czasie znaczna część francuskiej ludności ma poglądy rebelianckie, a naziści stają się jeszcze bardziej brutalni. Henderson i jego drużyna wyruszają na misję sabotażu niemieckich linii zaopatrzeniowych, ale szybko ich cel zostaje zmieniony na zatrzymanie 108. Batalionu (złożonego z ciężkich czołgów) przed dotarciem na miejsce lądowania w Normandii. Rozkazy każą im wykonać zadanie niezależnie od ewentualnych kosztów. Seria kończy się w momencie wyzwolenia Paryża przez armię amerykańską. Na początku książki niemiecki żołnierz zabija Rosie Clark. Pobieżnie opisane są także losy postaci po zakończeniu wojny.